# Conus mcgintyi
Conus mcgintyi é uma espécie de gastrópode do gênero Conus, pertencente à família Conidae.